# CRAハネ海物語
『CRAハネ海物語』（シーアールエーはねうみものがたり）は、2010年7月20日に三洋物産から発売された羽根モノタイプのパチンコ。

## 概要
海物語シリーズ初の羽根モノタイプ。盤面中央には液晶画面があり、海物語シリーズらしさを残しつつ、玉の動きに連動して液晶画面上の演出が行われる。玉がV入賞することで大当たりが獲得できる羽根モノ従来のゲーム性（役物大当たり）に加えて、デジパチタイプのような図柄揃いによる直撃大当たりも搭載されている。
『CRAハネ海物語 SKB』と『CRAハネ海物語 SKBS』の2種類が発売された。

## 役物大当たりまでの手順
1. 盤面左右にある各ハカマ釘の下やヘソの位置にある計3ついずれかの始動口（スタートチャッカー）に遊技球が入ると変動が開始される。ヘソの位置にある始動口（中始動口）は、普通電動役物（電動チューリップ）が入口を塞いでいるので、通常時はめったに入賞することはない。
2. 液晶画面に「OPEN」が表示されると、盤面上部の羽根が1回開放される。羽根の開放時間は0.3秒（ショートOPEN）と1.7秒（ロングOPEN）の2種類あり、後者の方が羽根に拾われる確率が高い。
3. 羽根に拾われた遊技球は、その下の回転体役物に送り込まれる。回転体役物には穴が3つあり、うち1つの赤い穴に入ると、その下のクジラッキー役物に送り込まれる。
4. 左右に往復しながら動いているクジラッキーの口に遊技球が入るとV入賞で、役物大当たりとなる。
5. 大当たりは盤面下の特別電動役物（アタッカー）で消化する。
6. 時短中は、普通図柄当選時の普通電動役物の開放時間が長くなり、普通電動役物の中にある中始動口への入賞機会が増える。

## 図柄
時短図柄とチャンス図柄の2種類がある。しかし、他の海物語シリーズと違い右上に数字は無い。また、実際には演出上の絵柄に過ぎず図柄ではない。画面右下に表示される3桁の数字が実際の液晶図柄である。
- タコ（時短図柄）
- ハリセンボン（チャンス図柄）
- カメ（時短図柄）
- サメ（チャンス図柄）
- エビ（時短図柄）
- アンコウ（チャンス図柄）
- シュゴン（時短図柄）
- エンゼルフィッシュ（チャンス図柄）
- カニ（時短図柄）

### 液晶図柄
画面右下に表示される3桁の数字。液晶図柄は2つ並んで表示されており、左が左右始動口用の、右が中始動口用の図柄となっている。液晶図柄は以下の6種類となっている。
- 111：ショートOPEN（羽根0.3秒×1回開放）
- 222：ロングOPEN（羽根1.7秒×1回開放）
- 555：5ラウンド直撃大当たり
- 777：15ラウンド直撃大当たり
- 565：ハズレ

### 大当たり表示とラウンド数
| 型式 | SUPER LUCKY | LUCKY |
| ---- | ----------- | ----- |
| SKB  | 16R 15R     | 5R    |
| SKBS | 16R 15R     | 5R    |

## 予告演出
3段階ステップアップ予告
始動口入賞時に羽根が開放される際に発生する演出。泡、クラゲ、魚群の3段階がある。
泡が出現した場合はOPENと表示され、羽根が0.3秒開放される。
クラゲが出現した場合はロングOPENと表示され、羽根が1.7秒開放される。
魚群が出現した場合は羽根が開放されず、直撃大当たりの期待度が高くなる。
ステップアップ予告
直撃大当たりチャンス時専用演出。
始動口入賞時に羽根が開放されなかった場合に発生する3段階のステップアップ演出。発生した時点で直撃大当たりの期待度が高くなる。
ステップ1は始動口入賞直後に泡が発生する。
ステップ2は泡演出の直後にクラゲが発生する。
ステップ3はリーチ成立と同時に魚群が発生する。
潜水艦探索予告
画面上部のランプ役物に赤いドットが魚群探知機のように表示される演出。赤いドットが多いほど期待度が高くなる。画面上では黒潮が発生し、魚群が出現すると期待度が高くなる。
魚群予告
役物大当たりチャンス時専用演出。
玉が羽根に入り、回転体の赤い穴を通過した際に魚群が発生する演出。期待度に影響は無い。

## 保留先読み予告
チャンス目予告
時短中専用演出。
チャンス目（同一図柄が非テンパイ形で液晶画面内に3つ停止）が停止する演出。チャンス目1回停止からリーチが成立すると、ロングOPENとなる。チャンス目2回停止からリーチが成立すると、クラゲ群が出現して直撃演出のスーパーリーチとなる。スーパーリーチ突入時に魚群が出現すると、期待度が大幅に高くなる。

## リーチ演出
珊瑚礁リーチ
役物大当たりチャンス時専用演出
シングルリーチから発展し、画面下部から珊瑚礁が出現する演出。V入賞すると必ず時短大当たりとなる。
マリンちゃんリーチ
役物大当たりチャンス時と直撃大当たりチャンス時のどちらからも発展する。
ダブルリーチから発展し、画面上部からマリンが登場する演出。
潜水艇リーチ
直撃大当たりチャンス時専用演出。
画面中央に潜水艇のスコープが表示される演出。

## プレミアム演出
サム系プレミアム
各スーパーリーチ中にサムが出現すれば時短図柄での大当たりが濃厚となる。
マッスル珊瑚礁リーチ
珊瑚礁リーチが発生した際に、サムが画面下部から珊瑚礁を持ち上げて登場する。
ポージングリーチ
マリンちゃんリーチまたは潜水艇リーチから発展する。
マリンちゃんリーチの場合、マリンの代わりにサムが画面上部から登場する。
潜水艇リーチの場合、演出が発生した際にサムが画面上部から登場する。

## 大当たりラウンド演出

### 大当たりラウンド突入前
サム登場演出
大当たりラウンド突入前のオープニングにサムが登場する演出。SPECIAL LUCKYと表示され、15ラウンドまたは16ラウンド大当たりに突入する。

### 大当たりラウンド中
クジランプフラッシュチャンス
チャンス図柄揃い大当たりのラウンド中に発生する昇格演出。大当たりラウンド中にクジランプフラッシュが発生する演出。発生すると100回の時短つき大当たりに昇格する。

## その他演出
昇格スクロール
チャンス図柄で大当たりした直後に、図柄が高速に動き出して時短図柄に昇格する演出。
マリンちゃん2段階
マリンちゃんリーチでチャンス図柄が揃った直後、マリンが掛け声とともに中段図柄をビンタして再始動が起き、もう片方のリーチ図柄である時短図柄揃いの大当たりになる演出。

## クジランプフラッシュ
盤面中央にあるクジラッキーの形をしたランプ役物。クジラッキーの上部には電球部分が乗っており、電球の中にはVの文字がある。変動時の一発告知としての機能を果たしており、告知音とともにランプが発光すると時短付き大当たり濃厚となる。

## 大当たり・時短
羽根物であるため、基本的にVアタッカーに入賞することで大当たり獲得となる（役物大当たり）。しかし、始動口に入賞した際に羽根が開放されないと、デジパチと同じように画面上の図柄が揃うことで大当たり獲得となる（直撃大当たり）。大当たりラウンド終了後は基本的にチャンス図柄揃いだと通常変動に戻り、時短図柄揃いだと100回の時短に突入する。ただし、チャンス図柄で当たってもラウンド中にSUPER LUCKYに昇格する場合がある。

## プレミアムラウンド
- チャンス図柄大当たり：いつものラウンド
- 時短図柄大当たり1回目〜4回目：いつものラウンド
- 時短図柄大当たり連続5回目：マリンが歌う「『だいすき』って気持ち 〜好きから大好きバージョン〜」

## スペック
| 型式                   | 型式                   | SKB                                                     | SKBS                                                    |
| ---------------------- | ---------------------- | ------------------------------------------------------- | ------------------------------------------------------- |
| 特賞種別               | 特賞種別               | 羽根物                                                  | 羽根物                                                  |
| 直撃大当たり確率       | 直撃大当たり確率       | 1/149.9                                                 | 1/149.9                                                 |
| 羽根の開放時間及び回数 | 羽根の開放時間及び回数 | 0.3秒 or 1.7秒 ×1回                                     | 0.3秒 or 1.7秒 ×1回                                     |
| タイプ                 | タイプ                 | 遊パチ                                                  | 遊パチ                                                  |
| 賞球数                 | 賞球数                 | 3（始動口） & 5（普通入賞口） & 10（大入賞口）          | 3（始動口） & 5（普通入賞口） & 10（大入賞口）          |
| ラウンド・カウント数   | ラウンド・カウント数   | 16R or 15R or 5R・8C                                    | 16R or 15R or 5R・8C                                    |
| 大当たりの内訳         | 役物大当たり           | 16R：2% 15R：49% 5R：49%                                | 16R：2% 15R：49% 5R：49%                                |
| 大当たりの内訳         | 直撃大当たり           | 16R：8% 15R：46% 5R：46%                                | 16R：8% 15R：46% 5R：46%                                |
| 大当たり出玉           | 大当たり出玉           | 16R：1160個 15R：1080個 5R：360個                       | 16R：1160個 15R：1080個 5R：360個                       |
| リミット               | リミット               | なし                                                    | なし                                                    |
| 時短                   | 時短                   | SUPER LUCKYまたはSPECIAL LUCKYでの大当たり終了後100回転 | SUPER LUCKYまたはSPECIAL LUCKYでの大当たり終了後100回転 |
| 保留の数               | 保留の数               | 左右始動口3個+中始動口1個                               | 左右始動口3個+中始動口1個                               |
| 保留の優先消化         | 保留の優先消化         | 中始動口優先                                            | 中始動口優先                                            |